# Varevo (miasto Novi Pazar)
Varevo (cyr. Варево) – wieś w Serbii, w okręgu raskim, w mieście Novi Pazar. W 2011 roku liczyła 604 mieszkańców.